# Labena pucon
Labena pucon là một loài tò vò trong họ Ichneumonidae.